# 中山大学校友列表
本列表收录在中山大学（含中山大学前身学校）学习过的知名人物。原岭南大学、原中山医科大学校友未列入其中。列表将人物粗分为数大类，并遵循各类人物不重叠的原则进行编辑。

## 学术界

### 人文与社会科学
- 丁超 - 香港大学工商管理学院信息系统项目主管，副教授
- 黄伯荣 - 国立中山大学语言学系1951年毕业，中国著名语言学家，曾任中国语文现代化学会顾问，全国高师现代汉语教学研究会顾问，山东省第六届政协委员
- 高齐云 - 中山大学中文系1956年毕业，中国著名哲学家
- 詹伯慧 - 当代语言学家
- 卢钟锋 - 中国社会科学院荣誉学部委员、中国社会科学院历史研究所研究员，中国思想史和学术史研究专家
- 饶芃子 - 曾任暨南大学中文系系主任、暨南大学副校长，暨南大学学位委员会主席、学术委员会副主任和高级专业技术职称评审委会副主任，兼任中国文艺理论学会副会长。是中共广东省第六届候补委员，广东省第八届人大常委会委员，广东省社会科学联合会第三、四届副主席，广东省作家协会第四、五届副主席
- 黄淑娉 - 曾任中央民族学院民族研究所副所长、中山大学人类学系主任、中国民族学学会副会长等职
- 陈永正（书法家） - 曾任中山大学中国古文献研究所研究员、中文系博士生导师，中山大学——香港中文大学华南文献研究中心主任，中山大学岭南文献研究室主任，中国书法家协会第四、五届副主席，广东省书法家协会主席、广东省书法家协会名誉主席，中华诗教学会会长
- 陈春声 - 著名明清史学者，现任中山大学党委书记，兼任教育部历史学科教学指导委员会副主任委员，教育部高等院校学生文化素质教育指导委员会副主任委员，国务院学位委员会学科评议组（中国史）召集人，中国史学会副会长，广东历史学会会长
- 陈平原 - 教育部“长江学者”特聘教授、北京大学中文系教授、主任，香港中文大学中国语言文学讲座教授、北京大学二十世纪中国文化研究中心主任、中国俗文学学会会长。
- 万俊人 - 教育部“长江学者”特聘教授，清华大学哲学系教授、博士生导师，曾任清华大学人文学院院长、哲学系系主任。兼任中国伦理学会会长等
- 茅海建 - 教育部“长江学者”特聘教授，华东师范大学历史学系教授，澳门大学特聘教授，博士生导师，曾任华东师范大学人文社会科学学院院长，思勉人文高等研究院院长
- 任剑涛 - 1996年获中山大学哲学博士学位，教育部“长江学者”特聘教授，现任清华大学社会科学学院政治学系教授，曾任中山大学政治与公共事务管理学院院长、教授、博士生导师，中国人民大学国际关系学院政治学系教授、博士生导师。教育部“新世纪优秀人才支持计划”入选者，享受国务院政府特殊津贴。
- 陈振明 - 教育部“长江学者”特聘教授，历任厦门大学研究生院培养处处长、政治学与行政学系主任、法学院副院长，现任厦门大学公共事务学院院长、教授、博士生导师
- 张异宾 - 现任南京大学党委书记，南京大学哲学系教授，博士生导师；中央马克思主义理论研究和建设工程哲学组主要成员，国家社会科学规划项目评议组成员；教育部社会科学委员会委员，教育部哲学教学指导委员会副主任；中国马克思主义哲学史学会副会长，中国图书评论学会副会长
- 洪    翰 - 斯坦福大学经济系教授，国际计量经济学会会员

### 理工学科
- 李国平 - 国立中山大学数学天文系1933年毕业 - 中国科学院院士，曾任武汉大学副校长等
- 黄秉维 - 国立中山大学地理系1934年毕业 - 中国科学院院士
- 陈国达 - 国立中山大学地理系1934年毕业 - 中国科学院院士
- 杨　简 - 国立中山大学医学院1934年毕业 - 中国科学院院士
- 莫伯治 - 国立中山大学工学院1936年毕业 - 中国科学院院士，岭南派建筑设计代表人物
- 黄耀祥 - 国立中山大学农学院1939年毕业 - 中国工程院资深院士，被誉为「中国半矮秆水稻之父」
- 梁栋才 - 国立中山大学化学系毕业 - 中国科学院院士
- 叶叔华 - 国立中山大学天文系1949年毕业 - 中国科学院院士
- 陆启铿 - 国立中山大学天文系1950年毕业 - 中国科学院院士
- 席泽宗 - 国立中山大学天文系1951年毕业 - 中国科学院院士
- 钟世镇 - 国立中山大学医学院1952年毕业 - 中国工程院院士
- 庞雄飞 - 中山大学农学院1953年毕业 - 中国科学院院士
- 甄永苏 - 华南医学院1954年毕业 - 中国工程院院士
- 郑　度 - 中山大学地理系1958年毕业 - 中国工程院院士
- 梁春广 - 中山大学物理系1961年毕业 - 中国工程院院士
- 周国泰 - 中山大学化学系1976年毕业 - 中国工程院院士
- 许宁生 - 中山大学物理系1982年毕业 - 中国科学院院士，曾任中山大学校长，现任复旦大学校长
- 陈小明 - 中山大学化学学1983年毕业 - 中国科学院院士
- 周敏 - 中山大学1977年外国语系毕业，现当选为美国科学院“双院士”[1]

## 工商界
- 曾宪梓 - 金利来集团有限公司董事局主席、中华全国工商业联合会副主席。曾担任香港特别行政区筹备委员会委员、港事顾问，香港中华总商会会长、香港贸易发展局理事等职，香港华侨华人总会永远名誉会长、新加坡南洋客家总会永远荣誉会长、香港佛教文化产业永远荣誉顾问、北京大学工商管理学院教授、中山大学生命科学院荣誉院长、中山大学名誉博士、美国爱荷华威思利恩大学政治学博士、暨南大学副董事长、仲恺农业工程学院校董会名誉董事长。
- 方风雷 - 现任高盛高华董事长、厚朴投资董事长，曾任中金副总裁。
- 刘志强 - 现任中国民间商会副会长、香江集团董事局主席。
- 邹锡昌 - 香港昌盛集团有限公司董事局主席，广东省政协委员
- 许良杰 - 前思科集团全球副总裁、新浪联席总裁兼首席技术官
- 蔡东青 - 现任广东奥迪玩具实业有限公司董事长兼总经理、广东省和中国玩具协会常务理事、广东省和全国青联委员、汕头市人大代表，澄海市政协委员。
- 黄焕明 - 明发集团董事局主席，担任泉州市人大代表、厦门市政协委员，中国侨商联合会副会长，澳门南安同乡会名誉会长、香港厦门联谊总会永远名誉会长。
- 邢　明 - 天涯社区董事长兼总裁，中国第一代互联网人。
- 张房有 - 现任广州汽车集团股份有限公司董事长、党委副书记
- 戴科彬 - 猎聘网创始人兼首席执行官，中国“招聘营销”第一人。
- 邓国顺 - 深圳市朗科科技有限公司董事长，与成晓华共同研制出世界第一款闪存盘，取名优盘（U盘）。
- 郑南雁 - 现任铂涛酒店集团联席董事长兼首席品牌建构师，7天酒店创办人。
- 徐子沛 - 现任阿里巴巴集团副总裁
- 谢振宇 - 现任酷狗音乐创始人、总裁
- 林   斌 - 现任小米科技有限责任公司联合创始人兼总裁
- 袁文辉 - Polycom全球副总裁
- 戴小京 - 财讯传媒集团执行董事
- 李   琪 - 现任阿里巴巴集团首席运营官
- 何国杰 - 现任广东省风险投资集团董事长
- 何萧 - 曾任沃尔玛中国商品总监，蒙牛重点客户总经理，现任北京牧家科技董事长

## 军政界
- 谢东闵 - 第六任中华民国副总统，实践大学创办人
- 彭孟缉 - 曾任中华民国驻日本大使、中华民国驻泰国大使等
- 吴康民 - 香港著名建制派人士，曾任第四、五、六、七、八、九、十届全国人大代表等
- 林　若 - 曾任中共广东省委书记、广东省人大常委会主任、全国人大常委等
- 杨泰芳 - 曾任中共中央委员，第八届全国人大常会委员、全国人大华侨委员会主委，中华全国归国华侨联合会主席、党委书记
- 曾　生 - 中共开国少将，曾任中共惠宝工委书记，广东军区副司令员、广东省人民政府副省长等
- 许涤新 - 经济学家，汕头大学首任校长，全国人大代表，全国人大常委等
- 杨惠敏 - 中华民国女童军、对日抗战英雄
- 卢瑞华 - 曾任中共广东省委副书记、省长，中共第十四届中央候补委员､第十五届中央委员，现任中国国际经济交流中心副理事长
- 杨资元 - 曾任中共广州市委常委、副书记，广州市市长
- 胡廷积 - 曾任河南省人民政府副省长、河南省人大常委会副主任、河南省政协副主席、河南农业大学教授、国家小麦工程技术研究中心主任
- 黄华华 - 曾任中共广东省委副书记、省长、全国人民代表大会华侨委员会副主任委员、中共第十五届中央候补委员，十六届、十七届中央委员
- 陳海帆 - 現任澳門行政法務司司長
- 洪寿祥 - 曾任中共三亚市委书记，中共海南省委常委、省委宣传部部长，海南省政协副主席、党组副书记
- 黄洁夫 - 曾任中山医科大学校长兼党委书记、中华人民共和国卫生部副部长、第十一届全国政协委员
- 黄淑和 - 曾任国务院国有资产监督管理委员会副主任、党委委员，上海世博会组委会委员。中共十六大当选为中共中央纪律检查委员会委员、第十二届全国政协委员
- 徐　泽 - 曾任国务院港澳事务办公室副主任、党组副书记，第十一届全国政协常委
- 徐少华 - 现任中共广东省委常委、广东省人民政府常务副省长
- 邵　鸿 - 现任九三学社中央副主席、全国政协常委、中央社会主义学院副院长

## 文学、艺术、传媒界
- 黄药眠 - 中国著名文学家、诗人、文艺理论家、教育家和新闻工作者，北京师范大学一级教授
- 黄庆云 - 华南著名儿童文学家
- 王　巍 - 中国著名动画导演，蓝弧文化创始人，中山大学国际企业管理学学士
- 黄友棣 - 台湾著名音乐家、作曲家
- 陈小奇 - 词曲作家，中国音乐家协会流行音乐学会常务副主席、中国音乐文学学会副主席、中国音乐著作权协会理事、广东省作家协会副主席、广东省音乐家协会副主席、广东省流行音乐协会主席。
- 陈破空 - 旅美知名作家
- 牧　惠 - 杂文作家，曾任《红旗杂志》社、《求是》杂志社编辑
- 曾广星 - 广东南方电视台创台台长，曾任广东省广播电影电视局党组成员
- 黎　明 - 香港传媒工作者、作家，香港政府新闻处首任华人处长，香港中文大学出版社社长
- 方家忠 -广州图书馆现任馆长，中山大学1988年图书馆专业毕业[1]

## 建筑界
- 林克明 - 广东高等师范学校毕业 - 中国近代建筑的先驱，代表作有孙中山文献馆、中山纪念堂（任工程顾问）、广州市政府合署（现市政府办公大楼，该方案获方案竞赛第一名）、黄花岗七十二烈士墓园牌楼、国立中山大学建筑群（现位于华南理工大学和华南农业大学校园内）、中苏友好大厦、广东科技馆等。
- 莫伯治 - 国立中山大学工学院毕业 - 中国科学院院士，岭南派建筑设计代表人物。
- 杨卓成 - 国立中山大学建筑系毕业 - 台湾著名建筑设计师，圆山大饭店、中正纪念堂、国家音乐厅、国家戏剧院、慈湖陵寝等建筑设计者。

## 体育界
- 苏永舜 - 中国国家足球队著名教练。1952年考入中山大学生物系，1953年从中山大学入选国家足球队。1980年7月至1982年间担任国家足球队主教练，他带领的那届国家队被称誉为“最具观赏价值”的国家队。
- 朱芳雨 - 中国职业篮球运动员，8次中国男子篮球职业联赛总冠军与2次常规赛MVP得主。
- 孙淑伟 - 于1992年巴塞罗那第二十五届夏季奥林匹克运动会上获男子跳水冠军。1976年1月生，广东揭阳人，2004年入读中山大学。
- 杨景辉 - 于2004年雅典第二十八届夏季奥林匹克运动会上获男子跳水冠军。1983年5月生，广东广州人。中山大学2004级行政管理专业本科生，2008年继续攻读该专业硕士研究生。
- 劳丽诗 - 于2004年雅典第二十八届夏季奥林匹克运动会上获女子跳水冠军。1987年12月生，广东湛江人。中山大学2004级行政管理专业本科生。
- 何　冲 - 于2008年北京第二十九届夏季奥林匹克运动会上获男子跳水冠军。